# Gurelca masuriensis
Gurelca masuriensis är en fjärilsart som beskrevs av Butler 1875. Gurelca masuriensis ingår i släktet Gurelca och familjen svärmare. Inga underarter finns listade i Catalogue of Life.